# Synothele michaelseni
Synothele michaelseni là một loài nhện trong họ Barychelidae. Loài này phân bố ờ Tây Úc.